# Панеш, Сафер Ильясович
Панеш Сафер Ильясович (29 октября 1930 года, аул Казанукай, Теучежский район, Адыгея — 6 марта 2021 года) — адыгейский писатель, народный писатель Республики Адыгея, заслуженный работник культуры Российской Федерации.

## Биография
Родился 29 октября 1930 года в ауле Старый Казанукай Теучежского района Адыгеи.
В 1957 году окончил агрономический факультет Кубанского сельскохозяйственного института.
С 1957 по 1959 годы работал агрономом в колхозе им. Хрущёва в посёлке Энем Октябрьского района.
С 1959 года работал в областной газете «Социалистическэ Адыгей» в Майкопе.
С 1998 года — главный редактор отдела газеты для детей «Жъогъобын» («Созвездие»).

## Награды и премии
- Народный писатель Республики Адыгея
- Заслуженный работник культуры Российской Федерации
- Заслуженный работник культуры Республики Адыгея
- Медаль «Слава Адыгеи» (2011)[2]